# Starîi Kokoriv, Kremeneț
Starîi Kokoriv (în ucraineană Старий Кокорів) este un sat în comuna Popivți din raionul Kremeneț, regiunea Ternopil, Ucraina.

## Demografie
Componența lingvistică a localității Starîi Kokoriv
     Ucraineană (100%)
Conform recensământului din 2001, toată populația localității Starîi Kokoriv era vorbitoare de ucraineană (100%).